# 퉁멍청
퉁멍청(중국어: 童梦成, 병음: Tong Mengcheng, 한자음: 동몽성, 1996년 4월 26일 ~ )은 중화인민공화국의 바둑 기사이다. 저장성 사오싱시 출신으로 중국기원 소속의 8단이다. 이민배 세계바둑신예최강전 우승과 삼성화재배 월드 바둑마스터스 4강에 진출했다.

## 경력
저장성 성저우에서 태어났다. 2006년 항저우기원에서 바둑을 배웠고, 2007년 마샤오춘 바둑 도장에서 들어가 바둑을 공부했다. 2008년 프로바둑에 입단하여 중국바둑리그 을조리그에 출전했다. 2010년 전국바둑개인전 을조에서 5위를 차지했고, 3단으로 승단했다. 2012년 바이링배에 출전했고, 2013년 건교배 신인왕전 4강과 기왕전 4강에 진출했다. 2014년 이민배 세계바둑신예최강전과 2015년 텐센트바둑선수권전에서 우승을 차지했다.
2016년 중국위기천원전 8강과 중국 TV 바둑 속기전 4강, 삼성화재배 16강에 각각 진출했고 6단으로 승단했다. 2017년 중국 삼성화재배에서 준결승에 올랐으나 구쯔하오에게 패배했다. 2018년 명인전 4강과 삼성화재배 16강에 올랐다. 2019년 천원전 도전자 결정전에 진출했고, 명인전 4강과 몽백합배 세계 바둑 오픈전 16강에 올랐다.